# Вільденбертен
Вільденбертен (нім. Wildenbörten) — громада в Німеччині, розташована в землі Тюрингія. Входить до складу району Альтенбургер-Ланд. Складова частина об'єднання громад Оберес-Шпроттенталь.
Площа — 7,81 км2. Населення становить Невірний параметр metadata 16 077 051 ос. (станом на 31 грудня 2021).

## Галерея

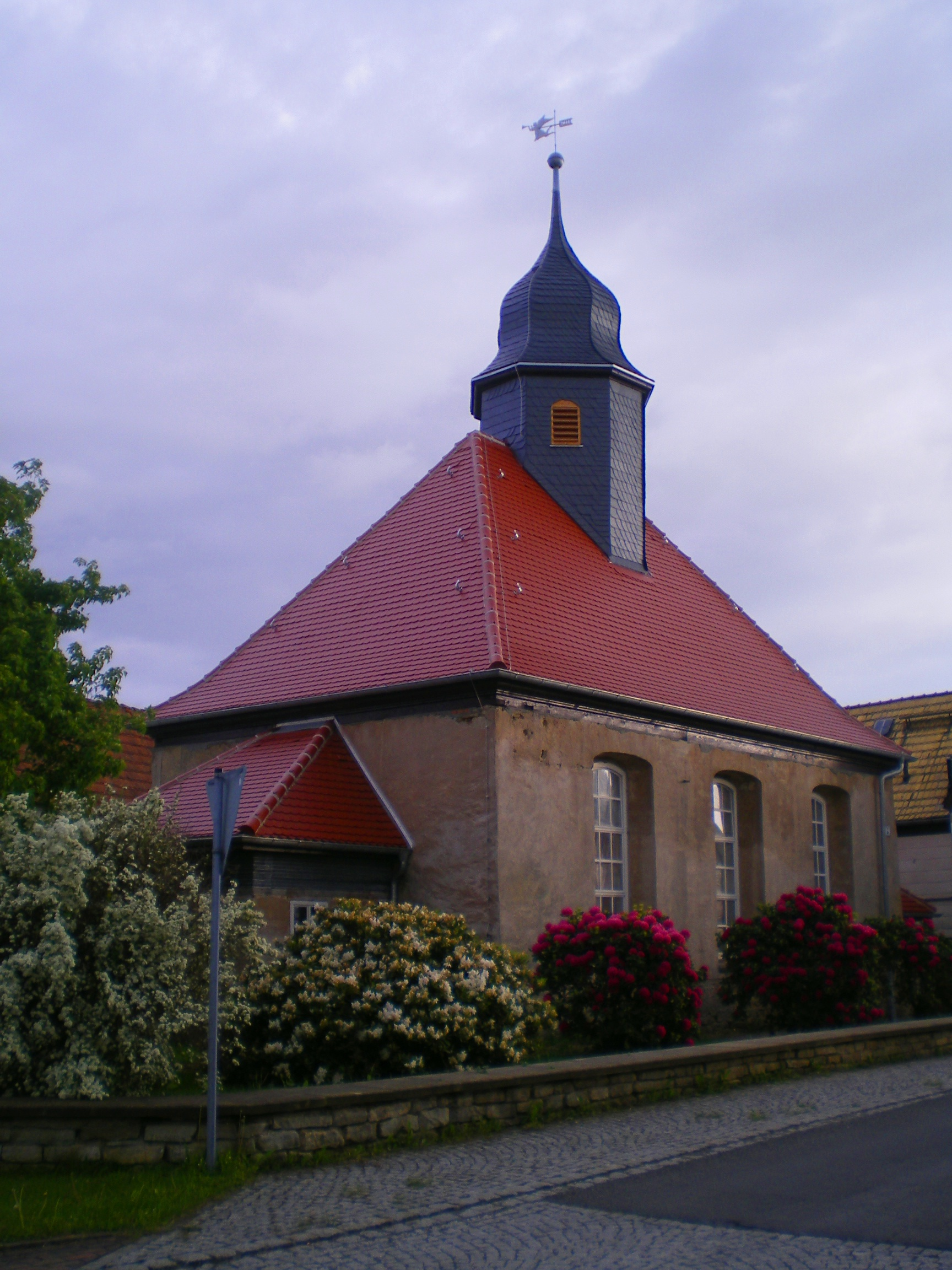